# اشچیانو
اشچیانو (به لاتین: Trzcianno) یک منطقهٔ مسکونی در لهستان است که در Gmina Nowy Duninów واقع شده‌است.